# Nowy Konik
Nowy Konik (prononciation : [ˈnɔvɨ ˈkɔnik]) est un village polonais de la gmina de Halinów dans le powiat de Mińsk de la voïvodie de Mazovie dans le centre-est de la Pologne.
Il se situe à environ 4 kilomètres au sud-ouest de Halinów (siège de la gmina), 19 km à l'ouest de Mińsk Mazowiecki (siège du powiat) et à 21 km à l'est de Varsovie (capitale de la Pologne).
Le village compte une population de 314 habitants en 2007.

## Histoire
De 1975 à 1998, le village appartenait administrativement à la voïvodie de Varsovie.